# Antambolo
Antambolo o Amboasary-Antambolo és una ciutat i comuna de Madagascar. Pertany al districte d'Arivonimamo, que forma part de la regió d'Iasyasy. La població era aproximadament de 4.000 habitants en el cens de la comunitat del 2001.
La ciutat presenta equipaments on s'ofereix educació primària i secundària. La majoria del 99,5% de la població de la comuna són agricultors; els cultius més importants són l'arròs i el tomàquet, mentre que altres productes agrícoles són el cogombre, les mongetes i la mandioca. Els serveis proporcionen ocupació al 0,5% de la població.